# Connie Haines
Yvonne Marie Antoinette Jasme of JaMais (Savannah, 20 januari 1921 - Clearwater Beach, Florida, 22 september 2008) was een Amerikaanse bigbandzangeres, die optrad onder de naam Connie Haines.

## Biografie
Ze begon al op zeer jonge leeftijd met zingen en dansen: haar moeder, Mildred Clements JaMais (1899-2010), was zang- en danslerares. Toen ze negen was trad ze op in clubs en op feesten van allerlei ondernemingen.
Ze zong regelmatig in een radioprogramma als dat van Baby Yvonne Marie, the Little Princess of the Air. In 1935 won ze een talentenjacht in Fred Allens radioprogramma op NBC. Ze verhuisde van New York naar Miami en zong in de orkesten van Charlie Barnett en Howard Lally. Ze deed auditie bij bandleider Harry James en werd aangenomen. James veranderde tevens haar naam. In James' orkest ontmoette ze Frank Sinatra. In 1940 stapte ze over naar de band van Tommy Dorsey, waar ze ook met Frank Sinatra zong. Ze zong op verschillende hits van Dorsey, waaronder What Is This Thing Called Love? (1941). Vanaf 1942 zong ze, vier jaar lang, in het radioprogramma van Abbott en Costello.
Connie Haines zong ook in andere radioshows en verscheen in verschillende films, waaronder Moon Over Las Vegas (1944). In de jaren veertig en vijftig zong ze solo en maakte ze verschillende platen. In de jaren zestig stond ze enige tijd onder contract bij het platenlabel Motown van Berry Gordy, hoewel zich dat in de eerste plaats op zwarte soulmuziek concentreerde. Ze had voor Motown één kleine hit What's Easy For Two Is Hard For One; haar versie van Midnight Johnny werd niet uitgebracht en kwam pas in de 21e eeuw tevoorschijn. Ze was actief tot in de jaren negentig. In 1992 werd ze opgenomen in de Georgia Music Hall of Fame.
Haines overleed in 2008 aan de gevolgen van myasthenia gravis.

## Discografie (selectie)
- Connie Haines Sings of Faith, Hope and Charity
- Connie Haines Sings a Tribute to Helen Morgan, 1957
- The Magic of Believing (met Jane Russell en Beryl Davis), 1958

## Filmografie
- A Wave, a WAC and a Marine (1944)
- Twilight on the Prairie (1944)
- Moon Over Las Vegas (1944)
- Duchess of Idaho (1950)
- Birth of a Band (1954)

- Biblioteca Nacional de España: XX1014844
- Bibliothèque nationale de France: cb139433684 (data)
- Gemeinsame Normdatei: 134786726
- International Standard Name Identifier: 0000 0000 7822 6318
- Library of Congress Control Number: n94001546
- MusicBrainz: e92d9766-b868-48e0-81c9-3003349d50b9
- SNAC: w6cd3bmq
- Virtual International Authority File: 91642743
- WorldCat: E39PBJfcMjVt3j6y6D7Jhq6h73